# Calle de San Ildefonso (Vitoria)
La calle de San Ildefonso es una vía pública de la ciudad española de Vitoria.

## Descripción
La calle, que conecta Nueva Dentro con la de Francia, es muy breve, de apenas unos metros. Da a parar a la calle de Arana. El nombre, que se debe a la iglesia que Alfonso X el Sabio construyó allí, se le dio el 12 de octubre de 1887, pues hasta entonces se había conocido como «calle del Santo Cristo de San Ildefonso». Al principio de la calle, al lado izquierdo, está la conocida como Capilla de Cristo, que, según Colá y Goiti, se habría erigido en el siglo XIII para ser después reconstruida y ensanchada en aquel año de 1887.